# Obscura (álbum)
Obscura es el tercer álbum de la banda de death metal canadiense Gorguts, lanzado el 23 de junio de 1998. 
Es considerado como el mejor trabajo de Gorguts y uno de los álbumes más técnicos y complejos en su estilo, y a la vez catalogado como un disco de culto dentro del death metal.
En 1993 Gorguts había lanzado su segundo álbum The Erosion of Sanity, seguido de un tour. El término de este tour coincidió con el declive de la popularidad del Death metal y Roadrunner Records los eliminó de su catálogo. Seguido esto, la banda empezó a escribir material para Obscura, a pesar de que su baterista y guitarrista habían decidido dejar la banda.
Obscura, a diferencia de los álbumes anteriores de Gorguts, explora melodías disonantes, inconsistentes y experimentales, con cambios sorpresivos y ritmos extraños y complejos. Debido a esto, es considerado un álbum único en su tipo.

## Temas
1. "Obscura" – 04:04
2. "Earthly Love" – 04:04
3. "The Carnal State" – 03:08
4. "Nostalgia" – 06:10
5. "The Art of Sombre Ecstasy" – 04:21
6. "Clouded" – 09:32
7. "Subtle Body" – 03:23
8. "Rapturous Grief" – 05:28
9. "La Vie Est Prélude... (La Mort Orgasme)" - 03:28
10. "Illuminatus" - 06:16
11. "Faceless Ones" - 03:50
12. "Sweet Silence" - 06:46

## Componentes
- Luc Lemay – Vocalista, Guitarra, Viola
- Steeve Hurdle – Vocalista, Guitarra
- Steve Cloutier – Bajo
- Patrick Robert - Batería

- Datos: Q5233932